# Lee Man Football Club
Il Lee Man Football Club è una società calcistica hongkonghese. Milita nell'Hong Kong Premier League, massimo livello del campionato hongkonghese.

## Storia
Lee & Man Paper è stato lo sponsor principale degli Hong Kong Rangers nel campionato 2016-2017. La squadra ha pertanto disputato la stagione con il nome Lee Man Rangers.
L'anno seguente, Lee & Man Paper ha scelto di entrare direttamente nel campionato locale, pagando un milione di dollari hongkonghesi per avere un posto nella massima divisione. Fung Ka Ki è stato scelto come allenatore. La squadra ha chiuso la prima stagione all'8º posto finale.
A fine stagione c'è stato l'avvicendamento in panchina tra Fung Ka Ki e Chan Hiu Ming.

## Palmarès

### Competizioni nazionali
- Hong Kong Premier League: 1

2023-2024
- Hong Kong Sapling Cup: 1

2018-2019

### Altri piazzamenti
- Premier League (Hong Kong):

Secondo posto: 2024-2025
Terzo posto: 2020-2021
- Hong Kong Football Association Cup:

Semifinalista: 2023-2024
- Hong Kong Sapling Cup:

Finalista: 202-2023, 2024-2025
- Coppa dell'AFC:

Semifinalista: 2021

## Organico

### Rosa
| N. |                      | Ruolo | Calciatore                |
| -- | -------------------- | ----- | ------------------------- |
| 1  | Hong Kong (bandiera) | P     | Ko Chun                   |
| 2  | Hong Kong (bandiera) | D     | Fernando Recio (capitano) |
| 4  | Hong Kong (bandiera) | D     | Lau Wing Sang             |
| 5  | Hong Kong (bandiera) | D     | Yu Wai Lim                |
| 6  | Hong Kong (bandiera) | C     | Wong Ho Chun              |
| 7  | Hong Kong (bandiera) | C     | Lee Hong Lim              |
| 9  | Francia (bandiera)   | A     | Michaël N'dri             |
| 10 | Argentina (bandiera) | C     | Jonathan Acosta           |
| 11 | Hong Kong (bandiera) | A     | Cheng Siu Kwan            |
| 12 | Hong Kong (bandiera) | C     | Law Cheuk Hei             |
| 14 | Spagna (bandiera)    | D     | José Ángel                |
| 16 | Hong Kong (bandiera) | C     | Ngan Lok Fung             |
| 17 | Hong Kong (bandiera) | C     | Chang Hei Yin             |

| N. |                      | Ruolo | Calciatore     |
| -- | -------------------- | ----- | -------------- |
| 18 | Hong Kong (bandiera) | D     | Wong Yim Kwan  |
| 21 | Hong Kong (bandiera) | C     | Tsang Kam To   |
| 22 | Hong Kong (bandiera) | D     | Tsang Ka Chun  |
| 23 | Hong Kong (bandiera) | C     | Tang Hong Yin  |
| 26 | Hong Kong (bandiera) | C     | Wong Chun Ho   |
| 28 | Hong Kong (bandiera) | P     | Chan Ka Ho     |
| 29 | Hong Kong (bandiera) | D     | Yu Pui Hong    |
| 33 | Hong Kong (bandiera) | C     | Tam Lok Hin    |
| 44 | Hong Kong (bandiera) | A     | Yūto Nakamura  |
| 77 | Ucraina (bandiera)   | C     | Serhij Šapoval |
| 88 | Hong Kong (bandiera) | P     | Yuen Ho Chun   |
| 91 | Brasile (bandiera)   | A     | Gil            |
| 92 | Macao (bandiera)     | A     | Leong Ka Hang  |